# Az-Zumar
Az-Zumar (Língua árabe: سورة الزمر)  Os Grupos, é a trigésima nona Sura do Alcorão com 75 ayats.